# 強誘電性液晶ディスプレイ
強誘電性液晶ディスプレイ（きょうゆうでんせいえきしょうディスプレイ、英: Ferroelectric Liquid Crystal Display、略称: FLCD）は、キラルスメクチック液晶の強誘電性を基盤としたディスプレイ技術である。1980年にClarkとLagerwallによって提唱された。

直視型ディスプレイとしては、FLCDはねじれネマティック電界効果または横電界スイッチング（In-Plane Switching）を用いるネマチック液晶を基盤としたLCDを置き換えることはできなかった。今日、FLCDは直視型ディスプレイとしては使われていないが、LCoS（Liquid Crystal On Silicon）を基盤としたマイクロディスプレイに使われている。こういったディスプレイのドットピッチは8 µmまで狭いため、小さな領域上で非常に高い解像度が得られる。色とグレースケールを得るため、ミリ秒以下のスイッチングタイム（切替時間）を用いた時分割多重化が使われる。これらは3Dヘッドマウントディスプレイや外科用顕微鏡における画像挿入、直視型LCDでは600 ppiを超える解像度を得ることができない電子ビューファインダーに応用されている。
強誘電性LCoSは3D計量学における構造化照明や超解像顕微鏡法にも商業的に使用されている。

## 強誘電性液晶の動作
強誘電性液晶は重構造の秩序を持つキラルスメクチック液晶である。層内では、液晶分子（メソゲンと呼ばれる）は層法線から傾いており（90°）、いわゆるスメクチックC液晶を形成している。キラルな挙動はメソゲン分子に不斉炭素を挿入することで導入され、スメクチックC* （アスタリスクはキラリティーを示す）となる。キラリティーによってスメクチック層は傾き面に対して直角に永久自発分極を示す、つまり強誘電性となる。拘束されない系では、構造中のらせんねじれが構造のエネルギーを低下させる、すなわち傾き方向がある程度の角度で層ごとに変化する。言い換えると、分子が層法線から傾く方位角方向がある層とその次の層でわずかに異なることになる。したがって、高速されないスメクチックC* 相の全体の分極はゼロになる。
典型的には、FLCDは安定な分子配向のために2 µm未満のセルギャップで構築される。この拘束された系では、配向層とスメクチックC* 液晶間の相互作用はらせん超構造を抑制する。スメクチックC* 層の自発的分極は電極に印加された電場と相互作用する。電場の方向に依存して、メソゲンは層法線の左または右側のいずれかに傾く。これによって次に、LCDの場合のように交差偏光子と組み合わせて用いた時に不透明または透明が得られる。

## 特性と使用
- 非常に薄い層（2 µm未満）が90° 分極ねじれを生む。
- 小さなディスプレイ領域を持つ高密度LCoSを作ることができる。
- 切替時間が50 µs未満
- 高フレームレートビデオディスプレイが可能。
- 分極効果は双安定。
- 非常に低エネルギーで作動できる低フレームレートディスプレイに使うことができる。
- この性質は不揮発性メモリを持つディスプレイを作るのに役立つ。.
- 横電界スイッチング（IPS）によってコントラストと色の視野角依存性の低減が得られる。

いくつかの商業製品がFLCDを利用している。
高スイッチングによってプリンターヘッドにおける光スイッチおよびシャッターを作ることが可能になる。